# Karanténa (Červený trpaslík)
Karanténa (v anglickém originále Quarantine) je čtvrtá epizoda páté série (a celkově dvacátá osmá) britského kultovního sci-fi seriálu Červený trpaslík. Poprvé byla odvysílána 12. března 1992 na stanici BBC2. Jde o vůbec první epizodu, jejíž režii měli v rukou jen Rob Grant a Doug Naylor.

## Námět
Arnold Rimmer se nakazí holografickým virem od dr. Hildegarde Lanstromové, jejíž hologram najde zbytek posádky na opuštěné vědecké základně jedné ledové planety. Rimmer zešílí a nachystá pro své společníky při jejich návratu na loď tvrdou karanténu.

## Děj epizody
Kosmik přistane na ledové planetě v blízkosti opuštěné vědecké základny. Rimmer je frustrován tím, že jej nikdo nebere vážně, dostane se do sporu s Krytonem ohledně direktiv Vesmírného sboru. Není nadšen ani nápadem ostatních, kteří zjistili, že ve stázovém boxu na výzkumné stanici se nachází stále ještě funkční hologram geniální doktorky Hildegarde Lanstromové, a chtěli by ji do týmu. To by ovšem znamenalo omezení pro Rimmera, protože na Červeném trpaslíku může být pouze jedna holografická bytost. Rimmer s dr. Lanstromovou by tudíž museli fungovat na jakýsi směnný provoz, což se Arniemu nezamlouvá.
Zatímco posádka prozkoumává stanici, Rimmer studuje direktivy, aby se Krytonovi pomstil jeho vlastní zbraní. Doktorka Lanstromová je nakažená holografickým virem a pokusí se Listera, Krytona a Kocoura usmrtit vražednými paprsky, které metá ze svých očí. Lister se vysílačkou spojí s Rimmerem, který má nyní příležitost k satisfakci a předstírá, že špatně slyší. Vysílačky se zmocní Lanstromová, Rimmer s ní krátce hovoří a během té doby se prostřednictvím radiových vln nakazí. Poté Arnold odletí únikovým modulem na Červeného trpaslíka. Lanstromovou její nemoc velice vyčerpává a zahyne proto ještě dříve, než stačí posádku Trpaslíka nacházející se na stanici usmažit svým vražedným pohledem.
Lister s ostatními se vrátí na palubu Kosmika. Odstartují a letí k Červenému trpaslíku, avšak vrata doku jsou zablokovaná. Zablokoval je Rimmer, který donutí zbytek posádky, aby se odebral do karantény a to přesto, že podle Krytonova screeningu nejsou infekční. Arnold v souladu s direktivami připravil pro své druhy hotové peklo. Ti se snaží, aby Rimmerovi nedělali zbytečnou radost a vyhnuli se vzájemným konfliktům. Avšak již po pěti dnech, které zatím utekly z tříměsíční karantény, jsou ze všech tří poloviční mrzáci. Skrz pozorovací okno se jim ukáže Rimmer, je oblečen v kostkovaných šatech s armádními botami a hovoří podivným hlasem. Během rozhovoru vyjde bez nejmenších pochyb najevo, že se zbláznil, navíc vypne přívod kyslíku do karanténní místnosti. Kryton proto píchne Listerovi do žíly virus štěstí, který předtím objevili společně s virem pro sexuální přitažlivost uvnitř výzkumné stanice na ledové planetě. Lister infikovaný virem štěstí rozluští kód zámku a vězni šíleného Rimmera z karantény uniknou.
Vyhráno ještě nemají, protože virem Lanstromové nakažený Arnold se je opakovaně pokouší zahubit vražedným pohledem, jímž disponuje nejen on, ale i maňásek jménem Filuta, kterého má navlečeného na ruce. Přesto se jej nakonec podaří ostatním díky viru štěstí zneškodnit.
Po čase se Rimmer probere v karanténě a ke svému zděšení zjistí, že Lister, Kryton i Kocour jsou navlečení ve stejných kostkovaných šatech a hodlají se mu „postarat o zábavu“.

## Produkce
Juliet May (režisérka předchozích dílů série) skončila a režie zbývajících epizod se ujali Doug Naylor a Rob Grant. Epizoda „Karanténa“ byla natočena jako pátá v pořadí  a je první epizodou režírovanou výlučně Grantem a Naylorem. Ačkoli se předpokládalo, že půjde o snadnou záležitost, nebylo to tak jednoduché.

## Kulturní reference
Doktorka Lanstromová cituje německého filosofa Arthura Schopenhauera:
„Život bez bolesti nemá smysl.“,
k čemuž dodá: „Pánové, chci dát vašim životům smysl.“